# Neceaieve, Șpola
Neceaieve (în ucraineană Нечаєве) este o comună în raionul Șpola, regiunea Cerkasî, Ucraina, formată numai din satul de reședință.

## Demografie
Componența lingvistică a comunei Neceaieve
     Ucraineană (98,81%)
     Alte limbi (1,19%)
Conform recensământului din 2001, majoritatea populației comunei Neceaieve era vorbitoare de ucraineană (98,81%), existând în minoritate și vorbitori de alte limbi.